# فروت (ترانه)
«فروت» (به انگلیسی: Froot) تک‌آهنگی از خواننده و ترانه‌سرای بریتانیایی و یونانی مارینا و دیاموندز است که در ۱۰ اکتبر ۲۰۱۴ منتشر شد. این تک‌آهنگ در آلبوم فروت قرار داشت.

## نماهنگ
مارینا و دیاموندز یک نماهنگ برای ترانه «فروت» را از طریق کانال یوتیوب خود در ۱۱ نوامبر ۲۰۱۴ منتشر کرد.